# Lista primarilor din Câmpina
Aceasta este lista primarilor din Câmpina. Suplimentar, lista cuprinde numele viceprimarilor și secretarilor primăriei, de la înființare și până în prezent, așa cum apar pe site-ul primăriei municipiului Câmpina. Deoarece lista de pe site-ul primăriei se oprește la anul 2012, pentru informații despre primarii, viceprimarii și secretarii de după acel an au fost folosite alte surse.
O parte din edili și funcționari sunt menționați doar cu inițiala prenumelui în lista publicată pe site-ul primăriei Câmpina. Acolo unde, în tabelul de mai jos, numele sau prenumele lor au fost completate pe baza informațiilor din presa locală și județeană, au fost adăugate note de subsol.
Deși este de presupus că toți primarii dintre 1948 și 1989 au fost membri ai PCR, sub diferitele sale denumiri, apartenența la acest partid a fost indicată în tabel doar acolo unde există surse care confirmă acest lucru.
| Nr. crt. | Primar                                                          | Ajutor de primar / Viceprimar                  | Secretar                          | Mandat         | De la         | Până la       | Partid                    | Observații                                                                                   | Fotografie |
| -------- | --------------------------------------------------------------- | ---------------------------------------------- | --------------------------------- | -------------- | ------------- | ------------- | ------------------------- | -------------------------------------------------------------------------------------------- | ---------- |
| 1        | Andrei Gheorghiu                                                | —                                              | —                                 |                | 1876          | 1876          |                           | —                                                                                            |            |
| 2        | Nicu Stănescu                                                   | Ion V. Sârbu                                   | I.P. Davidescu                    |                | 1896          | 1896          |                           | —                                                                                            |            |
| 3        | Leonida Stavropol                                               | Ion V. Sârbu                                   | I.P. Davidescu                    |                | 1896          | 1896          |                           | —                                                                                            |            |
| 4 (1)    | Niță Angelescu [Notă 1] Obs.)                                   | I. Vrabiescu                                   | I.P. Davidescu                    | primul         | 1896          | 1896          |                           | Președinte                                                                                   |            |
| 5        | Ofițer G. Macsin                                                | —                                              | I.P. Davidescu                    |                | 1897          | 1897          |                           | —                                                                                            |            |
| 4 (2)    | Niță Angelescu [Notă 1]                                         | —                                              | —                                 | al doilea      | 1898          | 1898          |                           | —                                                                                            |            |
| 6        | Eduard Kessler [Notă 2]                                         | —                                              | I.P. Davidescu                    |                | 1899          | 1899          |                           | —                                                                                            |            |
| 7        | Nicu Stănescu                                                   | Niță Angelescu                                 | I.P. Davidescu                    |                | 1900          | 1905          |                           | —                                                                                            |            |
| 8        | I.T. Ionescu                                                    | Niță Angelescu                                 | —                                 |                | 1905          | 1908          |                           | —                                                                                            |            |
| 9 (1)    | Dem I. Ștefănescu [Notă 3]                                      | —                                              | Gh. Gherovici (1908)              | primul         | 1908          | 1911          | PNL                       | —                                                                                            |            |
| 9 (1)    | Dem I. Ștefănescu [Notă 3]                                      | —                                              | I.P. Davidescu (1908)             | primul         | 1908          | 1911          | PNL                       | —                                                                                            |            |
| 9 (1)    | Dem I. Ștefănescu [Notă 3]                                      | —                                              | —                                 | primul         | 1908          | 1911          | PNL                       | —                                                                                            |            |
| 10       | C.N. Dușescu                                                    | Victor Rădulescu [Notă 4]                      | I.P. Davidescu (1911–1913)        |                | 1911          | 1914          |                           | —                                                                                            |            |
| 10       | C.N. Dușescu                                                    | Victor Rădulescu [Notă 4]                      | Nic. Angelescu (1913–1914)        |                | 1911          | 1914          |                           | —                                                                                            |            |
| 9 (2)    | Dem I. Ștefănescu [Notă 3]                                      | —                                              | Nic. Angelescu (1914–1915)        | al doilea      | 1914          | 1917          | PNL                       | —                                                                                            |            |
| 9 (2)    | Dem I. Ștefănescu [Notă 3]                                      | —                                              | Traian Bănescu (1915–1916)        | al doilea      | 1914          | 1917          | PNL                       | —                                                                                            |            |
| 9 (2)    | Dem I. Ștefănescu [Notă 3]                                      | Stelian Ștefănescu (1915–1916)                 |                                   | al doilea      | 1914          | 1917          | PNL                       | —                                                                                            |            |
| 9 (2)    | Dem I. Ștefănescu [Notă 3]                                      | Miron Pandrea (1916)                           |                                   | al doilea      | 1914          | 1917          | PNL                       | —                                                                                            |            |
| 9 (2)    | Dem I. Ștefănescu [Notă 3]                                      | Gheorghe H. Tocescu (1917) [Notă 7]            | Valeriu Jebeleanu (1917) Obs.)    | al doilea      | 1914          | 1917          | PNL                       | Șeful Poliției                                                                               |            |
| 9 (2)    | Dem I. Ștefănescu [Notă 3]                                      | Ion Dumitrescu (1917) [Notă 5]                 | Valeriu Jebeleanu (1917) Obs.)    | al doilea      | 1914          | 1917          | PNL                       | Șeful Poliției                                                                               |            |
| 9 (2)    | Dem I. Ștefănescu [Notă 3]                                      | Al. Ion Dumitrescu (1917)                      | —                                 | al doilea      | 1914          | 1917          | PNL                       | —                                                                                            |            |
| 11 (1)   | Miron Pandrea                                                   | Al. Ion Dumitrescu (1917)                      | —                                 |                | 1917          | 1918          |                           | —                                                                                            |            |
| 11 (1)   | Miron Pandrea                                                   | Gheorghe H. Tocescu (1917–1918) [Notă 7]       | —                                 |                | 1917          | 1918          |                           | —                                                                                            |            |
| 9 (3)    | Dem I. Ștefănescu [Notă 3]                                      | Ion Dumitrescu [Notă 5]                        | Șt. Ștefănescu                    | al treilea     | 1918          | 1919          | PNL                       | —                                                                                            |            |
| 11 (2)   | Miron Pandrea                                                   | Gheorghe H. Tocescu                            | Șt. Ștefănescu                    | al doilea      | 1918          | 1919          |                           | —                                                                                            |            |
| 12 (1)   | Ștefan Dobrescu [Notă 6]                                        | Gogu G. Ionescu                                | Al. Angelescu                     | primul         | 1919          | 1920          |                           | —                                                                                            |            |
| 13 (1)   | Ion Dumitrescu [Notă 5]                                         | Ion Gh. Ionescu                                | G.I. Constantinescu (1920–1922)   | primul         | 1920          | 1923          |                           | —                                                                                            |            |
| 13 (1)   | Ion Dumitrescu [Notă 5]                                         | Ion Gh. Ionescu                                | Traian Lambru (1922–1923)         | primul         | 1920          | 1923          |                           | —                                                                                            |            |
| 13 (1)   | Ion Dumitrescu [Notă 5]                                         | Ion Gh. Ionescu                                | Maria Angelescu (1922–1923) Obs.) | primul         | 1920          | 1923          | Ajutor secretar           |                                                                                              |            |
| 12 (2)   | Ștefan Dobrescu [Notă 6]                                        | Andrei N. Enescu (1923–1924)                   | Traian Lambru                     | al doilea      | 1923          | 1925          |                           | —                                                                                            |            |
| 12 (2)   | Ștefan Dobrescu [Notă 6] Obs.)                                  | Gh. Gherovici (1924–1925) Obs.)                | Traian Lambru                     | al doilea      | 1923          | 1925          | Președinte Vicepreședinte |                                                                                              |            |
| 14       | Victor Rădulescu Obs.)                                          | Gh. Gherovici (1926)                           | Traian Lambru                     |                | 1926          | 1928          | PNL                       | Președinte                                                                                   |            |
| 14       | Victor Rădulescu Obs.)                                          | Ion Gh. Ionescu (1926–1928) Obs.)              | Traian Lambru                     | Membru delegat | 1926          | 1928          | PNL                       |                                                                                              |            |
| 15 (1)   | Gh.T. Iliescu (1929–1930) Obs.)                                 | Constantin Boeru (1929–1930) Obs.)             | Traian Lambru                     | primul         | 1929          | 1931          | PNȚ                       | Președinte Membru delegat                                                                    |            |
| 15 (1)   | Gh.T. Iliescu (1930–1931)                                       | Constantin Boeru (1930–1931)                   | Traian Lambru                     | primul         | 1929          | 1931          | PNȚ                       | —                                                                                            |            |
| 16       | Dr. I. Macri Obs.)                                              | Ion Gh. Ionescu (1931) Obs.)                   | Traian Lambru                     |                | 1931          | 1932          |                           | Președinte Vicepreședinte                                                                    |            |
| 16       | Dr. I. Macri Obs.)                                              | C. Manciu (1931) Obs.)                         | Traian Lambru                     |                | 1931          | 1932          |                           | Președinte Vicepreședinte                                                                    |            |
| 16       | Dr. I. Macri Obs.)                                              | —                                              | Traian Lambru                     |                | 1931          | 1932          |                           | Președinte Vicepreședinte                                                                    |            |
| 15 (2)   | Gh.T. Iliescu Obs.)                                             | —                                              | Traian Lambru Obs.)               | al doilea      | 1932          | 1934          |                           | Președinte Secretar general                                                                  |            |
| 16 (1)   | Ion Gh. Ionescu                                                 | Gheorghe H. Tocescu (1934–1935) [Notă 7]       | Traian Lambru Obs.)               | primul         | 1934          | 1938          | PNL                       | Secretar general                                                                             |            |
| 16 (1)   | Ion Gh. Ionescu                                                 | Nicolae I. Davidescu (1934–1935) [Notă 8]      | Traian Lambru Obs.)               | primul         | 1934          | 1938          | PNL                       | Secretar general                                                                             |            |
| 16 (1)   | Ion Gh. Ionescu Obs.)                                           | Gheorghe H. Tocescu (1935–1936) [Notă 7] Obs.) | Al. Rădulescu Obs.)               | primul         | 1934          | 1938          | PNL                       | Președinte Vicepreședinte Secretar general                                                   |            |
| 16 (1)   | Ion Gh. Ionescu Obs.)                                           | Nicolae I. Davidescu (1935–1938) [Notă 8]      | Al. Rădulescu Obs.)               | primul         | 1934          | 1938          | PNL                       | Președinte Vicepreședinte Secretar general                                                   |            |
| 16 (1)   | Ion Gh. Ionescu                                                 | Al. Rădulescu Obs.)                            | Șef serviciu I0                   | primul         | 1934          | 1938          | PNL                       |                                                                                              |            |
| 13 (2)   | Ion Dumitrescu [Notă 5]                                         | —                                              | Al. Rădulescu (1938–1939) Obs.)   | al doilea      | 1938          | 1940          |                           | Șef serviciu I0                                                                              |            |
| 13 (2)   | —                                                               | Iosif Jacomin (1939–1940)                      | Al. Rădulescu (1939–1940)         | al doilea      | 1938          | 1940          | —                         |                                                                                              |            |
| 13 (2)   | Ion Dumitrescu [Notă 5]                                         | Iosif Jacomin (1939–1940)                      | Al. Rădulescu (1939–1940)         | al doilea      | 1938          | 1940          | —                         |                                                                                              |            |
| 17       | Av. Haralambie                                                  | Constantin Brăiloiu                            | Al. Rădulescu                     |                | 1940          | 1941          |                           | —                                                                                            |            |
| 18       | Corneliu Axente                                                 | Corneliu Axente Obs.)                          | Al. Rădulescu                     |                | 1941          | 1942          |                           | Girant                                                                                       |            |
| 19       | Mihail Brătășanu                                                | Gheorghe Velicu                                | Al. Rădulescu                     |                | 1942          | 1943          |                           | —                                                                                            |            |
| 20       | Nicolae I. Davidescu [Notă 8]                                   | C. Corneanu                                    | Al. Rădulescu                     |                | 1943          | 1945          |                           | —                                                                                            |            |
| 21       | Gh. T. Iliescu                                                  | C. Corneanu (1945–1946)                        | Al. Rădulescu                     | al treilea     | 1945          | 1948          |                           | —                                                                                            |            |
| 21       | Gh. T. Iliescu                                                  | Cristache Bănescu (1946–1948)                  | Al. Rădulescu                     | al treilea     | 1945          | 1948          |                           | —                                                                                            |            |
| 22       | Vasile Vrânceanu                                                | Victor Ionescu                                 | Al. Rădulescu                     |                | 1948          | 1953          |                           | —                                                                                            |            |
| 23       | Iancu Zaharescu Obs.)                                           | —                                              | Ion Manta                         |                | 1954          | 1954          | PMR                       | Președintele Comitetului Executiv                                                            |            |
| 24       | Gheorghe Ilioiu Obs.)                                           | —                                              | Cicerone Georgescu (1954–1956)    |                | 1954          | 1960          |                           | Președintele Comitetului Executiv                                                            |            |
| 24       | Gheorghe Ilioiu Obs.)                                           | —                                              | Vasile Munteanu (1957–1960)       |                | 1954          | 1960          |                           | Președintele Comitetului Executiv                                                            |            |
| 25       | Ion C. Ion Obs.)                                                | Gheorghe Ilioiu Obs.)                          | Vasile Munteanu                   |                | 1961          | 1962          |                           | Președinte Vicepreședinte                                                                    |            |
| 26       | Dan Ion Obs.)                                                   | Gheorghe Ilioiu Obs.)                          | Gabriela Vlad                     |                | 1963          | 1964          |                           | Președinte Vicepreședinte                                                                    |            |
| 27       | Melinte Moldoveanu Obs.)                                        | Gheorghe Ilioiu Obs.)                          | Gabriela Neagu (Vlad)             |                | 1965          | 1967          |                           | Președinte Vicepreședinte                                                                    |            |
| 28       | Gheorghe Rusan Obs.)                                            | Ion Negrea Obs.)                               | Gabriela Neagu                    |                | 1968          | 1974          | PCR                       | Președinte Vicepreședinte                                                                    |            |
| 28       | Gheorghe Rusan Obs.)                                            | Paul Tifigiu Obs.)                             | Gabriela Neagu                    |                | 1968          | 1974          | PCR                       | Președinte Vicepreședinte                                                                    |            |
| 28       | Gheorghe Rusan Obs.)                                            | Ion St. Popescu Obs.)                          | Gabriela Neagu                    |                | 1968          | 1974          | PCR                       | Președinte Vicepreședinte                                                                    |            |
| 28       | Gheorghe Rusan Obs.)                                            | Petre Câmpeanu Obs.)                           | Gabriela Neagu                    |                | 1968          | 1974          | PCR                       | Președinte Vicepreședinte                                                                    |            |
| 28       | Gheorghe Rusan Obs.)                                            | I. Istrate Obs.)                               | Gabriela Neagu                    |                | 1968          | 1974          | PCR                       | Președinte Vicepreședinte                                                                    |            |
| 29       | Nicolae Dumitrașcu Obs.)                                        | Ion Negrea Obs.)                               | Gabriela Neagu                    |                | 1975          | 1981          | PCR                       | Președinte Vicepreședinte                                                                    |            |
| 30       | Petre Câmpeanu Obs.)                                            | Ion Negrea Obs.)                               | Gabriela Neagu                    |                | 1982          | 1989          | PCR                       | Președinte Vicepreședinte                                                                    |            |
| 30       | Petre Câmpeanu Obs.)                                            | Victor Bercăroiu Obs.)                         | Gabriela Neagu                    |                | 1982          | 1989          | PCR                       | Președinte Vicepreședinte                                                                    |            |
| 31       | Alexandru Neacșu                                                | Victor Bercăroiu                               | Gabriela Neagu                    |                | 1989          | 1989          |                           | —                                                                                            |            |
| 32       | Valentin Hănciulescu                                            | Dumitru Cautiș                                 | ? Dochian                         |                | 1990          | 1 august 1990 |                           | —                                                                                            |            |
| 33       | Eugen Bucur                                                     | Dumitru Cautiș                                 | Paul Moldoveanu                   |                | 1 august 1990 | 1992          | FSN                       | —                                                                                            |            |
| 34       | Mihai Stănescu                                                  | Constantin Chițu (1992–1993)                   | Paul Moldoveanu                   |                | 1992          | 1996          | CDR                       | —                                                                                            |            |
| 34       | Mihai Stănescu                                                  | Florin Buda (1993–1996)                        | Paul Moldoveanu                   |                | 1992          | 1996          | CDR                       | —                                                                                            |            |
| 35       | Remus Romul Micu                                                | Horia Laurențiu Tiseanu                        | Paul Moldoveanu                   |                | 1996          | 2000          | CDR                       | —                                                                                            |            |
| 36       | Gheorghe Tudor                                                  | Horia Laurențiu Tiseanu                        | Paul Moldoveanu                   |                | 2000          | 2004          | PDSR                      | —                                                                                            |            |
| 37 (1)   | Horia Laurențiu Tiseanu                                         | Eduard Ciprian Milu (2004–2007)                | Paul Moldoveanu                   | primul         | 2004          | 2008          | PUR                       | —                                                                                            |            |
| 37 (1)   | Horia Laurențiu Tiseanu                                         | Gheorghe Tudor (2007–2008)                     | Paul Moldoveanu                   | primul         | 2004          | 2008          | PUR                       | —                                                                                            |            |
| 37 (2)   | Horia Laurențiu Tiseanu                                         | Ion Dragomir                                   | Paul Moldoveanu                   | al doilea      | 2008          | 2012          | PDL                       | —                                                                                            |            |
| 37 (3)   | Horia Laurențiu Tiseanu                                         | Ion Dragomir                                   | Paul Moldoveanu                   | al treilea     | 2012          | 2016          | PDL                       | —                                                                                            |            |
| 37 (4)   | Horia Laurențiu Tiseanu (2016–27 septembrie 2016)               | Ioan Adrian Pițigoi                            | Paul Moldoveanu (2016–mai 2017)   | al patrulea    | 2016          | 2020          | PNL                       | În perioada suspendării de către PNA a exercitării funcției de primar de către Horia Tiseanu |            |
| 37 (4)   | Horia Laurențiu Tiseanu (2016–27 septembrie 2016)               | Ioan Adrian Pițigoi                            | Elena Moldoveanu (mai 2017–2020)  | al patrulea    | 2016          | 2020          | PNL                       | În perioada suspendării de către PNA a exercitării funcției de primar de către Horia Tiseanu |            |
| 37 (4)   | Ioan Adrian Pițigoi Obs.) (27 septembrie 2016–25 ianuarie 2017) | —                                              | PMP                               | al patrulea    | 2016          | 2020          |                           | În perioada suspendării de către PNA a exercitării funcției de primar de către Horia Tiseanu |            |
| 37 (4)   | Horia Laurențiu Tiseanu (25 ianuarie 2017–27 septembrie 2020)   | Ioan Adrian Pițigoi                            | PNL                               | al patrulea    | 2016          | 2020          |                           | În perioada suspendării de către PNA a exercitării funcției de primar de către Horia Tiseanu |            |
| 38       | Alin Moldoveanu                                                 | Liviu Dumitrache (31 martie 2021–)             | Elena Moldoveanu                  |                | 2020          | 2024          | Independent               | —                                                                                            |            |
| 39       | Irina Nistor                                                    |                                                |                                   |                | 2024          |               | PSD                       | —                                                                                            |            |